# Blauwe Hand
 Blauwe Hand  (Nedersaksisch: Blauwe Haand) is een buurtschap in de gemeente Steenwijkerland, in de Nederlandse provincie Overijssel.

## Omgeving
De buurtschap is gelegen in de Kop van Overijssel tussen de Beulakerwijde en de Belterwijde, bij de driesprong van de provinciale weg N762 (plaatselijk bekend als de Veneweg) met de provinciale weg N334 (plaatselijk aan de oostkant deels bekend als de Zomerdijk, na de driesprong is deze bekend als de Blauwehandseweg). De buurtschap wordt grotendeels gevormd door een aantal kampeerterreinen en jachthavens. Het centrale punt is de ophaalbrug.